# Відновлювана енергетика Казахстану
Має величезний потенціал у розвитку енергетики Казахстану відновлювана енергетика Казахстану особливо від вітру та малих гідроелектростанцій. Республіка Казахстан має потенціал виробляти в 10 разів більше енергії, ніж їй зараз потрібно, лише за рахунок енергії вітру. Але на відновлювані джерела енергії припадає лише 0,6 відсотка всіх енергетичних установок. З них 95 відсотків походять від малих гідроенергетичних проектів. Основними бар'єрами для інвестицій у відновлювану енергію є відносно високі витрати на фінансування та відсутність єдиних тарифів на подачу електроенергії з відновлюваних джерел. Обсяг та тривалість тарифів на відновлювані джерела енергії оцінюються окремо для кожного проекту на основі техніко-економічних обґрунтувань та витрат на генерацію для конкретного проекту. Енергія від вітру, сонячної енергії, біомаси та води до 35 МВт, плюс геотермальні джерела, мають право на тариф, а передавальні компанії повинні купувати енергію виробників відновлюваної енергії. Зараз готується поправка, яка вводить та уточнює тарифи, характерні для технологій. Очікується, що він буде прийнятий парламентом до кінця 2014 р. Крім того, показник Світового банку «Легкість ведення бізнесу» показує, що країна є відносно сприятливою для інвесторів, посідаючи її на 10-му місці щодо захисту інвесторів.
Казахстан є учасником Рамкової конвенції ООН про зміну клімату (1995 р.) І ратифікував Кіотський протокол у 2009 р. Казахстан зобов'язався зменшити викиди парникових газів. Більша кількість відновлюваних джерел енергії в енергетичному балансі Казахстану є одним із найефективніших механізмів зменшення шкідливих наслідків енергетичного сектору та диверсифікації національних потужностей із виробництва енергії.
Щоб допомогти Казахстану досягти своїх цілей із виробництва відновлюваної енергії, Європейський банк реконструкції та розвитку (ЄБРР) запускає Казахстанський фонд фінансування відновлюваних джерел енергії (KazREFF). KazREFF має на меті надати підтримку розвитку та боргове фінансування проектів відновлюваної енергетики, які відповідають необхідним комерційним, технічним та екологічним критеріям. Підтримувані технології відновлюваної енергетики включатимуть сонячні, вітрові, малі гідроенергетичні, геотермальні, біомасу та біогаз. Механізм включає суму до 50 млн євро для фінансування проектів, а також до 20 млн євро пільгового фінансування з Фонду чистих технологій (CTF) та технічну допомогу, що фінансується урядом Японії через Фонд співпраці Японії та ЄБРР.
У 2019 році Казахстан відкрив 21 об'єкт відновлюваної енергетики. Кількість зеленої енергії подвоїлося за три роки. У 2017 році станції з відновлюваними джерелами енергії виробляли більше одного мільярда кВт·год. У 2019 році цей показник зріс майже до 2,5 млрд кВт·год. Станом на 2020 рік у Казахстані функціонує 97 об'єктів відновлюваної енергетики, причому понад половина відновлюваної енергії виробляється на сонячних електростанціях.

## Поточний статус
У 2013 році уряд Казахстану прийняв новий закон «Про підтримку використання відновлюваних джерел енергії». Це підвищує тарифи на подачу енергії для окремих технологій відновлюваної енергії, таких як біомаса, сонячна енергія, вітер, геотермальна та гідроенергетика, до 35 МВт. Вартість програми оцінюється в 1100 млрд тенге (близько 5,3 млрд євро). План розвитку альтернативної та відновлюваної енергетики в Казахстані на 2013—2020 роки був прийнятий урядом у 2013 році. План має на меті встановити близько 1040 МВт відновлюваної енергетичної потужності до 2020 року, включаючи 793 МВт від вітру, 170 МВт від гідроенергії та 4 МВт від сонячні джерела. Вартість плану оцінюється у 317,05 млрд. Тенге (близько 1,25 млрд. Євро). Також у 2013 році уряд Казахстану прийняв програму «Енергоефективність 2020», яка планує щорічно зменшувати споживання енергії на 10 відсотків до 2015 року. У 2012 році також була прийнята довгострокова стратегія для Казахстану (до 2050 року). Стратегія встановлює амбіційні мета генерувати 50 відсотків усієї енергії з альтернативних джерел енергії, включаючи відновлювані джерела. Існує більше стимулів для інвестицій у відновлювану енергію.
22 листопада 2012 року Міжнародне бюро виставок обрало Астану місцем проведення ЕКСПО-2017, яке було зосереджено на майбутніх енергетичних питаннях. Тема майбутньої енергетики спрямована на те, щоб зосередитись як на майбутньому енергетики, так і на потенційних енергіях майбутнього. Казахстан прекрасно усвідомлює, що настав час, коли світ перейшов від викопного палива до відновлюваних джерел енергії. Вибір Астани як міста, що приймає, особливо примітний, оскільки ЕКСПО-2017 вперше провела велику міжнародну виставку такого роду в країні колишнього Радянського Союзу. Участь взяли понад 100 країн та 10 міжнародних організацій. Виставка зібрала та продемонструвала найкращі світові розробки в галузі енергозбереження, а також найновіші технологічні досягнення в енергетиці сонця, вітру та води. Більше того, енергія для самої виставки була отримана з відновлюваних джерел енергії, що виробляються всередині країни.

## Гідроенергетика

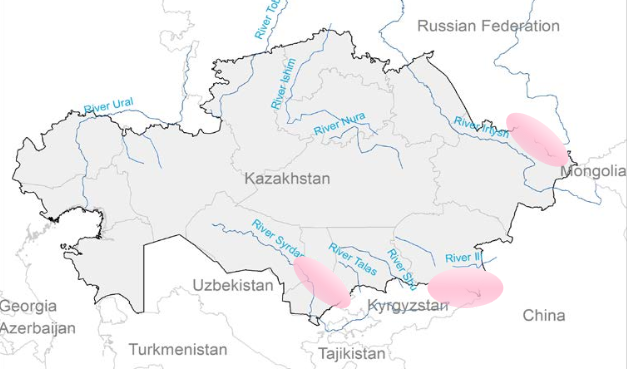
Регіони з високим потенціалом для ГЕС

Малі гідроелектростанції є найбільш швидко розвиваються сферами використання відновлюваної енергії в країні. Таким чином, у період з 2007 р. до 2010 р. Алматинська область запровадила п'ять малих гідроелектростанцій загальною встановленою потужністю 20 МВт. Одним із важливих напрямків енергоефективності економіки Казахстану є будівництво гідроелектростанцій на малих річках, що працюють без збереження дамб. На гідроенергію припадає приблизно 13 % від загальної генеруючої потужності Казахстану, що забезпечує близько 7,78 ТВт·год з 15 великих ГЕС (загальною потужністю 2,248 ГВт). До великих гідроелектростанцій належать електростанції Бухтирма (750 МВт), Шульбінськ (702 МВт) та Усть-Каменогорськ (315 МВт) на річці Іртиш, станція Капшагай (364 МВт) на річці Ілі, Мойнак (300 МВт) на Чарин Рівер та завод «Шардаринська» (104 МВт) на річці Сирдар'я. Малі (1—10 МВт) та середні (10—50 МВт) гідроенергетичні проекти стали більш популярними через низьку вартість, надійність та очевидну екологічність. Існує сім малих гідроелектростанцій (<10 МВт), загальною встановленою потужністю 78 МВт та розрахунковим потенціалом 13 ТВт·год, що охоплюють східний та південний Казахстан, провінції Жамбил та Алмати. За словами експертів, за умови встановлення менших ГЕС близько 8 млрд кВт·год може виробляти щороку, і цього більш ніж достатньо для задоволення попиту, який зараз задовольняється за рахунок імпорту з Центральної Азії. У грудні 2011 року в рамках реалізації Державної програми швидкого індустріально-інноваційного розвитку введена в експлуатацію Мойнакська ГЕС (300 МВт). Ряд проектів із будівництва менших ГЕС реалізується на півдні Казахстану

## Сонячна енергія

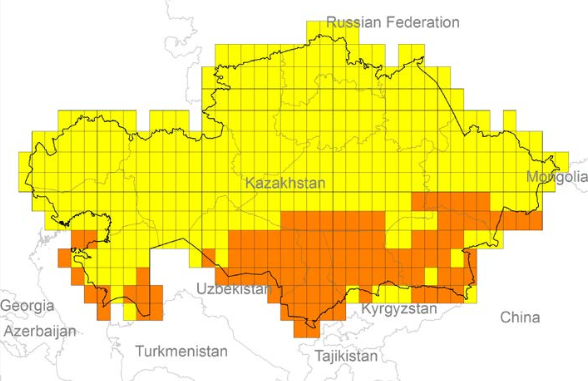
Регіони з високим потенціалом для сонячних електростанцій

У Казахстані є райони з високою інсоляцією, які можуть бути придатними для сонячної енергії, особливо на півдні країни, отримуючи від 2200 до 3000 годин сонячного світла на рік, що дорівнює 1200—1700 кВт/м2 щорічно. І концентрована сонячна теплова, і сонячна фотоелектрична (PV) мають потенціал. Поблизу Алмати є сонячна фотоелектрична установка потужністю 2 МВт, а в даний час у провінції Жамбыл на півдні Казахстану будуються шість сонячних електростанцій загальною потужністю 300 МВт. На додаток до сонячної фотоелектричної батареї, вигідна концентрована сонячна теплова енергія, оскільки їй не потрібна вода для роботи, тому її можна використовувати в пустельних та напівпустельних районах, матеріали (сталь, скло та бетон) виготовляються вітчизняного виробництва в Казахстані та легко доступні, а сонячні теплові електростанції накопичують енергію у вигляді тепла, яке набагато ефективніше, ніж батареї, що використовуються у фотоелектричних системах, і дозволяє виробляти електроенергію на вимогу навіть після заходу сонця, дозволяючи задовольняти як базове, так і пікове навантаження. В даний час не планується встановлювати концентровану сонячну теплову електростанцію, хоча уряд планує створити 1,04 ГВт відновлюваної енергетичної потужності до 2020 року. Південний Казахстан, Кизилординська область та Аральський регіон є найбільш підходящими місцями для будівництва сонячних електростанцій.
Найбільш значним проектом у цій галузі, реалізованим у 2002 році в Казахстані та фінансуваним ООН, було встановлення 50 призматичних сонячних електростанцій потужністю 100 літрів води кожна та 50 сонячних фотокамер із використанням води з річки Сирдар'я для забезпечення жителі двох сіл Аральського краю для питної води та опалення.
Зокрема, згідно Плану заходів з альтернативної та відновлюваної енергетики в Казахстані, до кінця 2020 року планується ввести в дію близько 28 проектів сонячної енергетики загальною встановленою потужністю 713,5 МВт.
Європейський банк реконструкції та розвитку (ЄБРР) фінансував два сонячні парки в Казахстані. Перший, 50 МВт Burnoye Solar 1, був створений у квітні 2014 року. Другий, відомий як Burnoye Solar 2, також має потужність 50 МВт і буде розташований у районі Жамбил.

## Енергія вітру

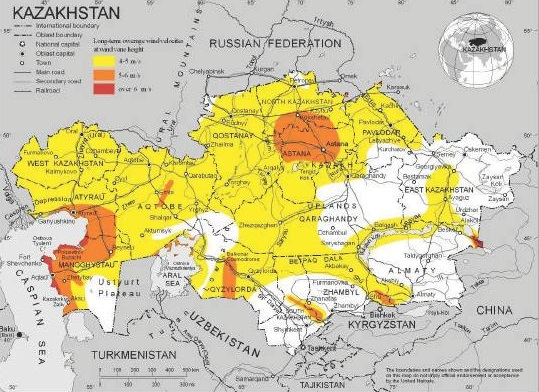
Регіони з високим потенціалом для ВЕС

Географія степових районів Казахстану робить його придатним для використання у вітроенергетиці, і передбачуваний потенціал енергії вітру, який можна економічно розвинути, становить близько 760 ГВт. Близько 50 % території Казахстану має середні швидкості вітру, придатні для виробництва енергії (4—6 м/с) з найсильнішим потенціалом у Каспійському морі, центральних та північних регіонах. Найбільш перспективні окремі ділянки знаходяться в Алматинському районі, біля Джунгарських (Джунгарських) воріт, за 600 км на північний схід від Алмати, недалеко від кордону Сіньцзян та коридору Чилик, що знаходиться в 100 км на схід від Алмати. Потенціал вітру 525 Вт/м2 у воротах Джунгара та 240 Вт/м2 в коридорі Чилик був оцінений з урахуванням вироблення електроенергії від вітрогенераторів, які потенційно можуть досягати 4400 кВт·год / МВт та 3200 кВт·год / МВт відповідно. Наразі Міністерство промисловості та нових технологій обрало 10 майданчиків для будівництва великих вітроелектростанцій (ВЕС) загальною потужністю 1000 МВт з метою комерційного виробництва електроенергії в обсязі 2—3 млрд кВт·год. Наразі в Казахстані працює лише одна вітроенергетична установка; вітроелектростанція Кордай потужністю 1500 кВт була запущена в грудні 2011 року в Жамбильській області.
Нещодавно одна з енергетичних компаній Казахстану, АТ «Самрук-Енергія», отримала від Євразійського банку розвитку позику у розмірі 94 мільйони доларів для будівництва найбільшої вітряної електростанції в Казахстані. Проект дозволить виробляти 172 мільйони кіловат / годин електричної енергії на рік, заощадити більше 60 мільйонів тонн вугілля та зменшити викиди парникових газів.
Перший завод по виробництву вітрогенераторів у пострадянському регіоні планується побудувати в казахстанському Актобе. Очікується, що цей проект вартістю 84 мільйони євро (95,3 мільйона доларів США) створить 500 робочих місць.

## Біоенергетика
У Казахстані є 76,5 млн га сільськогосподарських угідь, 10 млн лісів лісу та 185 млн степових лугів, що забезпечують велику кількість відходів біомаси та залишків, які потенційно можуть забезпечити організацію біоенергетичних послуг. Казахстан виробляє та експортує такі культури, як пшениця (озима та весняна), жито (озима), кукурудза (для зерна), ячмінь (озима та весняна), овес, просо, гречка, рис та бобові, із середнім урожаєм зерна 17,5— 20 Мт, що відповідає приблизно 12—14 Мт відходів біомаси. В даний час відходи біомаси використовуються слабо і лише ~ 10 % від загального обсягу виданих залишків, переважно як кормова добавка для худоби; частка сільських домогосподарств, які використовують кухонні плити на біомасі для готування та опалення, наразі невідома. Органічні відходи також є потенційним джерелом енергії, і, як відомо, щонайменше 400 000 домогосподарств містять велику рогату худобу, коней та овець. За підрахунками, потенціал виробництва електроенергії в Казахстані з біомаси становить 35 мільярдів кВт·год на рік, а потенціал виробництва тепла — 44 мільйони Гкал на рік. Різні агентства із зовнішнього фінансування (ПРООН, ГЕФ, Фонд ВІЛОС) підтримали розвиток біогазових ініціатив, включаючи Навчальний центр із біогазу в Еко-музеї в Каранзі (2002—2003) та Освітній центр із біогазу в Центральному Казахстані «Лазурне полум'я» (2004—2005), однак, незважаючи на цю акцію, в країні в даний час працює лише одна велика установка біогазу — це біогазова установка потужністю 360 кВт, що працює в селі Схід у Костанайській області. Біогазова установка «Схід» складається з двох варочних агрегатів об'ємом 2400 м3, що працюють із вихідною сировиною 40 т / день коров'ячого, овечого та верблюжого гною, залишків зерна та 1 т/добу відходів бійні. Установка була встановлена в 2011 році ТОВ «Караман-К» та Zorg Biogas з метою постачання 3 млн кВт·год електроенергії щороку. Іншим потенційним напрямком є використання біогазу, який виробляється із відходів ферм та птахофабрик. Казахстан має значну кількість худоби та птиці. Потенціал виробництва метану відходів великої рогатої худоби становить понад 85 тис. Тонн. Потенційне виробництво метану з комунальних послуг стічних вод становить близько 3 мільйонів тонн.

## Бар'єри для відновлюваної енергетики
Незважаючи на значний потенціал відновлюваної енергетики, все ще існують значні бар'єри, серед яких: низькі тарифи на електроенергію; втрати при передачі та неефективні технології; слабка нормативно-правова база для стимулювання використання відновлюваної енергії в електроенергетичному секторі; постійні реформи урядових органів; неадекватні рівні та якість наукової підтримки; бар'єри щодо обізнаності та інформації; та бізнес-середовище з високим ризиком. Перешкоди для сприяння відновлюваній енергетиці в Казахстані подібні до тих, що існують у Росії.

## Проекти відновлюваної енергетики
У 2016 році столиця Казахстану Астана розпочала випробування та впровадження енергозберігаючих систем у будівництві. Таким чином, Казахстанський центр модернізації та розвитку житлово-комунального господарства переїхав у нову будівлю, оснащену енергозберігаючими системами вітру та сонячної енергії.
Казахстан заохочує МСП розробляти та реалізовувати зелені енергетичні проекти. З цією метою казахстанський Фонд розвитку підприємництва DAMU (DAMU) та Європейський інвестиційний банк (ЄІБ) підписали два контракти на фінансування МСП, що працюють із метою пом'якшення змін клімату та захисту навколишнього середовища. ЄІБ погодився надати 200 млн євро (169,04 млн фунтів стерлінгів) для підтримки малих сталих проектів у Казахстані.
Міністерство енергетики Казахстану оголосило 2017 рік «Зеленою енергією» з 37 новими проектами, спрямованими на залучення інвестицій у проекти відновлюваної енергетики по всій країні.
Однією з головних цілей Казахстану при переході до зеленої економіки, встановленої Президентом Назарбаєвим, є досягнення 50 % загальної кількості електроенергії, що виробляється відновлюваними джерелами, до 2050 року. На середину 2017 року в Казахстані діяло 50 підприємств, які виробляли енергію з відновлюваних джерел джерела загальною потужністю 300 мегават.
Одним із найбільших проектів відновлюваної енергетики в країні є ЄБРР, розроблений у 2016 році в рамках Фонду відновлюваних джерел енергії в Казахстані на 500 мільйонів євро, створений у 2016 році. Мета Рамкової програми — допомогти країні відповісти на виклики зміни клімату, збільшити інвестиції у відновлювані джерела енергії, надати технічну допомогу та розбудувати інституційний потенціал.

## Зелені фінанси
Мета Казахстану досягти 50 % частки альтернативної та відновлюваної енергії у всьому виробництві енергії до 2050 року вимагає значних ресурсів та інвестицій. З цією метою казахстанський AIFC заснував Центр зелених фінансів для розвитку та просування зеленого фінансування в країні.
Деякі ключові напрямки діяльності Центру зелених фінансів МФЦА включають розробку інструментів зеленого фінансування та сприяння їх впровадженню, підтримку проектів, навчання та сертифікацію фахівців із зеленого фінансування тощо.
Перші в історії зелені облігації Казахстану були випущені на Міжнародній біржі в Астані (AIX) Фондом розвитку підприємництва в Даму (Фонд Даму) у партнерстві з Програмою розвитку ООН (ПРООН). Зелені облігації були перераховані на суму 478 469 доларів із метою зменшення інвестиційних ризиків у відновлюваній енергетиці країни.